# Qualcomm
Qualcomm, Inc. – amerykańskie przedsiębiorstwo informatyczne z siedzibą w San Diego, w stanie Kalifornia, specjalizujące się w komunikacji bezprzewodowej. Od początku zajmowało się technikami satelitarnymi, stało się znane m.in. z techniki CDMA używanej w telefonach komórkowych i satelitarnych. Jego znanym powszechnie produktem był program do obsługi poczty elektronicznej Eudora. Znane jest również jako przedsiębiorstwo, które opracowało technologię wyświetlaczy IMoD.
Twórca mikroprocesorów serii Snapdragon.